# Летопис Пољопривредне огледне и контролне станице у Топчидеру
Летопис Пољопривредне огледне и контролне станице у Топчидеру је часопис чији је власник Пољопривредна огледна и контролна станица у Топчидеру. Часопис је излазио у периоду од 1926. до 1927. године у Београду. Часопис се бави задацима огледне установе, унапређење пољске привреде, као и приближавање науке пракси.

## О часопису
Први број часописа изашао је 1926. Године. У часопису бр. 2 из 1927. године, поднаслов и подаци о власнику и уреднику дати су и на немачком језику;. У другом делу књиге за 1927. годину студија Драгомира Ћосића је штампана на француском језику, док је резиме штампан на српском језику. Први део књиге је Извештај.
Текст од бр. 2 (1927) је штампан на српском, немачком и француском језику. 
Упоредни наслов од бр. 2 (1927) је на немачком језику: Zeitschrift der Landwirtschaftliche versuchs- und kontrollstation in Topčider.
Часопис садржи стручне прилоге.

### Историјат
Пољопривредна Огледна и Контролна Станица у Топчидеру као и све установе истог типа састоји се из четири одсека:
- Агрохемијског
- Педолошко-климатолошког
- Агроботаничког
- Фитопатолошко-ентомолошког

## Периодичност излажења
Часопис је излазио једном годишње.

## Уредници
Уредник часописа је Никола П. Казанецкиј.

## Штампарија
Часопис је био штампан у Штампарији "Рад" у Београду.